# Toni Turek
Anton "Toni" Turek (18. januar 1919 – 11. maj 1984) var en tysk fodboldspiller, der som målmand på det vesttyske landshold var med til at vinde guld ved VM i 1954 i Schweiz, efter den sensationelle 3-2 sejr i finalen over storfavoritterne fra Ungarn. Han spillede fem af tyskernes seks kampe under turneringen. I alt spillede han, mellem 1950 og 1954, 20 landskampe.
Turek var på klubplan tilknyttet blandt andet Eintracht Duisburg, SSV Ulm og Fortuna Düsseldorf.